# 낙화암 쌍바위
낙화암 쌍바위은 울산광역시 동구 일산동, 대왕암공원에 있는 한시(漢詩)가 새겨진 암각석과 쌍바위이다. 2018년 3월 2일 울산 동구의 향토문화재 제2호로 지정되었다가, 2019년 4월 4일 제6호로 지정번호가 변경되었다.

## 개요
낙화암은 원래 미포만 해안에 육중한 바위들이 수직 절벽을 이루며 한 덩어리로 붙어 솟아 있었던 아름답고 빼어난 절경의 바위산이다.
현대중공업이 들어서면서 낙화암이 대부분 매립되거나 없어졌으나 한시(漢詩)가 새겨진 암각석과 쌍바위는 따로 보존 되었다.
암각석은 현대중공업 사내에, 쌍바위는 한국프랜지 회장의 사저에 40년간 보존되어 오다가 2017년 5월에 대왕암공원으로 옮겨 와 시민들에게 공개되었다.
낙화암에는 관리와 기녀들이 풍류를 즐기다가 한 기녀가 물에 빠져 수중고혼이 되었다는 전설이 있다.  그때 죽은 기녀의 붉은 치마가 파도에 떠 내려와 걸렸다던 큰 바위섬을 홍상도(紅裳島)라 부르고, 파도에 밀려온 소맷자락이 나왔다던 포구를 녹수금의(錄袖襟衣)라 부르게 되었다고 한다.

## 같이 보기
- 대왕암공원